# Bolvinnus
Bolvinnus ist der Name eines gallischen Gottes, der nach der Interpretatio Romana mit Mars gleichgesetzt wird.
Die Gottheit ist durch zwei Weiheinschriften aus Bouhy (Département Nièvre) im ehemaligen Siedlungsgebiet der Senonen in der  römischen Provinz Lugdunensis belegt (CIL XIII 2899 und 2900). Die in der ersten Inschrift genannte Göttin Duna wird als eigentliche Quellgottheit der Thermalquelle des Ortes angenommen.